# Giambattista Zanchi
Giambattista Bonadio de'Zanchi fue un militar y escritor del siglo XVI de Italia, nacido en 1513 o en 1515.
La obra francesa que tiene por título La manière de fortifier villes, chasteaux et.., escrita por el señor Berouil, François de la Treille, Lyon, 1556, en 4.º, no es otra cosa que la traducción de la obra militar de Zanchi.

## Biografía
Nació en Pesaro y se enroló en el ejército a servicio de España y lo hallamos en la guerra de Siena (1551-1559), en cuyas inmediaciones de Siena se dieron diversos encuentros y una batalla en la cual fueron vencidos Piero Strozzi y los franceses,  a consecuencia de la cual se pactó una capitulación.
Zanchi servía entonces bajo las órdenes de Marco Antonio Colonna, Gran Condestable de Nápoles y Virrey de Sicilia, de la familia de los Colonna, durante la campaña de Roma, la cual, junto a la familia Guidi, fueron despojados por los Caraffa, familia napolitana muy ilustre, colmando de bienes y honores Pedro Caraffa, posteriormente Pablo IV, a sus sobrinos Carlos Juan y Antonio, sosteniendo por su causa una guerra contra Nápoles y España.
Las rapacidades e injusticias de los sobrinos de Pedro Caraffa, suscitaron quejas y obligaron a su destierro por el papa, su tío, y a despojarles de sus dignidades. Su sucesor Pío IV, enemigo personal de los Caraffa, llevó a más alto grado el castigo, siendo condenado a muerte en 1560 el cardenal Caraffa y su padre decapitado.
La reputación que adquirió Zanchi le hizo entrar al servicio de la República de Venecia  que lo enviaron a la isla de Chipre, y Zanchi es conocido por un tratado del modo de fortificar una ciudad, en la que contiene una carta de Girolamo Ruscelli, escritor y erudito, de 15 de julio de 1554, dedicada dicha obra a Maximiliano de Austria, y en un proyecto de fortificación demuestra la cortina ordinaria reforzada atribuida a Vauban, el primer tratado después de las obras de Tartaglia.
Zanchi esta a favor de los grandes bastiones o baluartes, junto con los flancos altos y trata de los caballetes, de las casamatas y la fijación de las relaciones de las partes de un trazado, y hablando de su obra Giuliano Vanzolini, la considera muy moderna para su época, autor de "Guida de Pesaro", Pesaro, 1864.

## Obras
- Del modo di fortificar le citta..., Venetia, 1554 (con el retrato del autor).
- Delle offese et diffese delle città et fortezze, Venetia: apresso T. Baglioni, 1601. ( con un aviso y discurso de arquitectura militar de Antonio Lupiani (1530-1598): "Architettura militare con altri avvertimenti alla guerra"; '"Discorsi militare d'Antonio Lupiani sopra l'espugnazione d'alcuni..", Firenze: B. Semartelli, 1587).